# MPreis Wenns

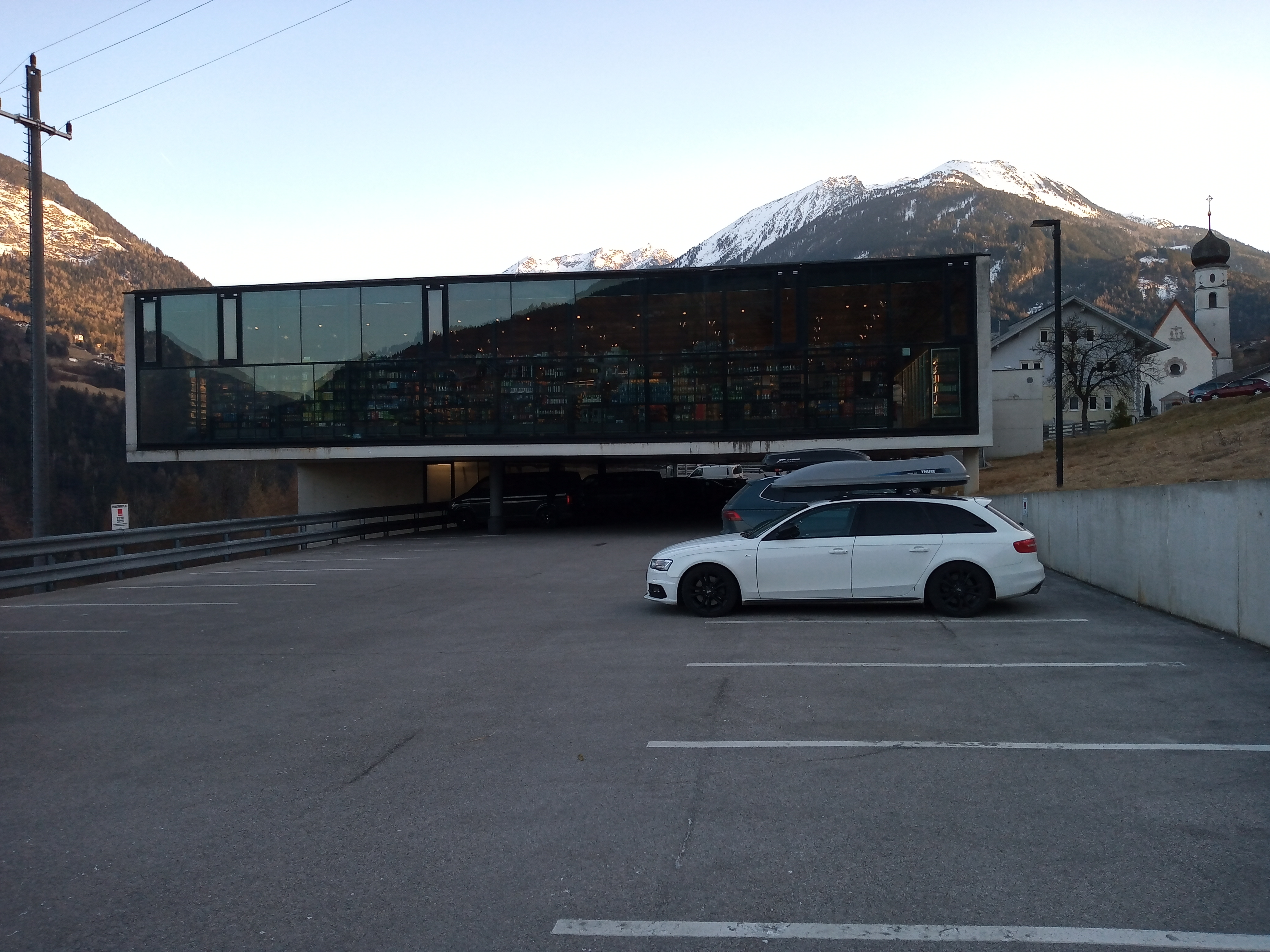
MPreis Wenns von Norden

Die MPREIS-Filiale Wenns befindet sich im Ortsteil St. Margarethen von Wenns in Tirol. Das Gebäude wurde von 2000 bis 2001 nach Plänen von Rainer Köberl und Astrid Tschapeller erbaut.
Die Filiale der Tiroler Supermarktkette MPREIS, die jeden Markt individuell architektonisch gestalten lässt, liegt an der Pitztalstraße am nördlichen Ortseingang von St. Margarethen am steilen Hang unterhalb der Straße. Der kubische Baukörper über einem quadratischen Grundriss steht auf Scheiben und Stützfüßen, darunter befindet sich der Parkplatz. Die Süd- und die Nordwand sind zur Gänze verglast, die Ost- und die Westwand bestehen aus Sichtbeton mit amorphen, verglasten Ausschnitten, die die streng geometrische Form des Baus auflockern.
Im Süden, zum Ort hin, befindet sich über der Rampe zum Parkplatz das Café mit einer vorgelagerten Freiterrasse. Die Plattform führt seitlich zum Eingang und dient mit dem freistehenden Lift zur Straße, der Treppe und dem Vordach der Erschließung des Supermarktes. Die Flächen im Inneren sind mit einem schwarzen Kunstharzboden, rotbraunen Wandelementen und einer Decke aus verzinktem Trapezblech dunkel gehalten.
Für den Bau wurden die Architekten unter anderem mit dem Architekturpreis des Landes Tirol (2002) und dem Preis für Neues Bauen in den Alpen (2006) ausgezeichnet. 2003 war das Gebäude für den Mies-van-der-Rohe-Preis nominiert.